# Podolí (Prachatice)
Podolí je malá vesnice, část města Prachatice v okrese Prachatice v Jihočeském kraji. Nachází se asi 2,5 kilometru západně od Prachatic. V roce 2011 zde trvale žilo 29 obyvatel.
Podolí leží v katastrálním území Kahov o výměře 1,64 km².

## Historie
První písemná zmínka o vesnici pochází z roku 1503.

## Obyvatelstvo
| Rok            | 1869 | 1880 | 1890 | 1900 | 1910 | 1921 | 1930 | 1950 | 1961 | 1970 | 1980 | 1991 | 2001 | 2011 | 2021 |
| -------------- | ---- | ---- | ---- | ---- | ---- | ---- | ---- | ---- | ---- | ---- | ---- | ---- | ---- | ---- | ---- |
| Počet obyvatel | 79   | 103  | 115  | 102  | 86   | 85   | 88   | 59   | 64   | 34   | 25   | 26   | 31   | 29   | 26   |
| Počet domů     | 13   | 19   | 21   | 20   | 19   | 18   | 18   | 13   | 13   | 11   | 8    | 12   | 16   | 16   | 16   |

## Obecní správa
Při sčítání lidu v letech 1850–1960 Podolí bylo osadou obce Oseky v okrese Prachatice. V letech 1961–1990 bylo částí města Prachatice ve stejnojmenném okrese. Od 24. listopadu 1990 do 13. prosince 1993 bylo znovu částí obce Oseky v okrese Prachatice. Od 14. prosince 1993 je opět částí města Prachatice ve stejnojmenném okrese.

## Galerie

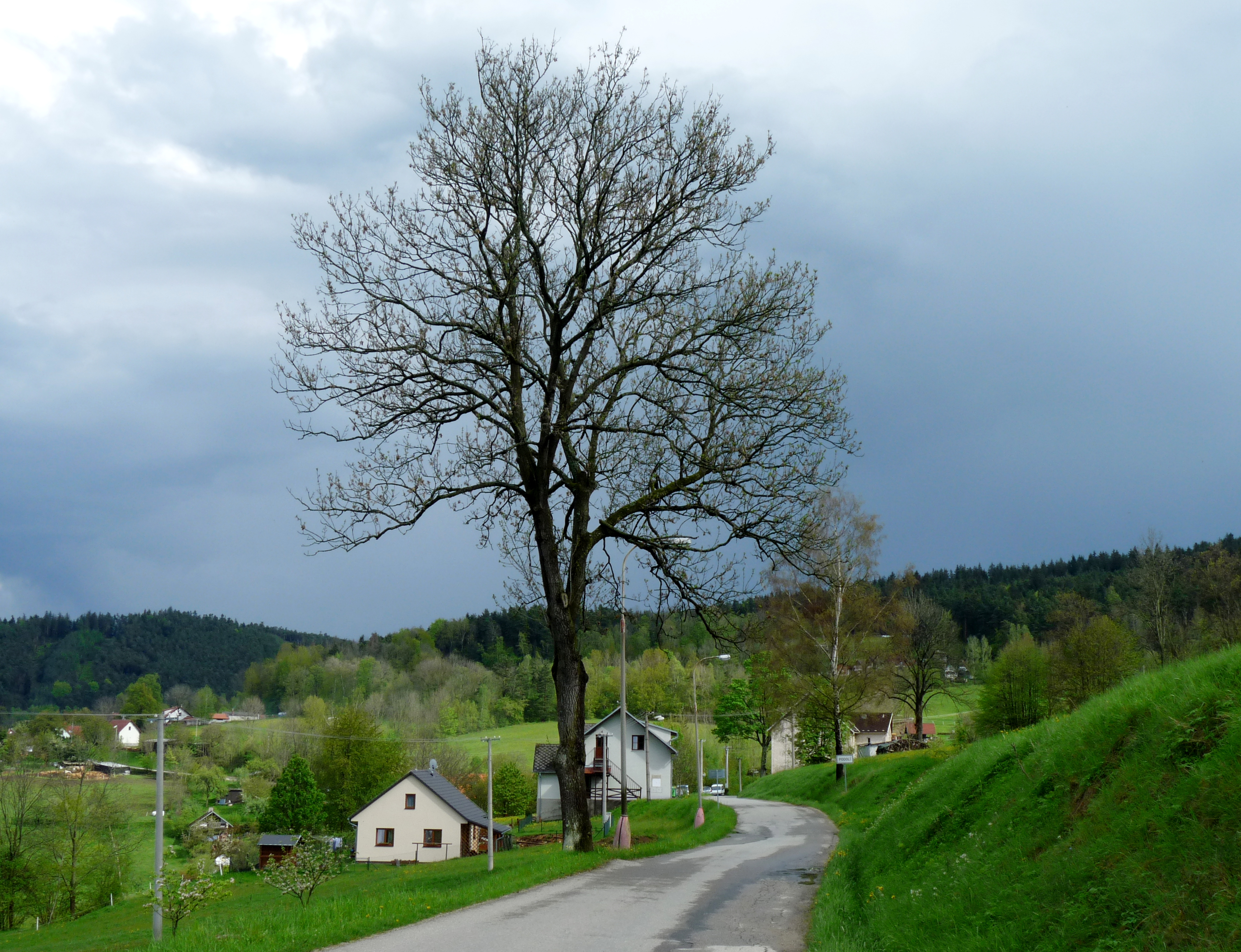
Pohled od severozápadu
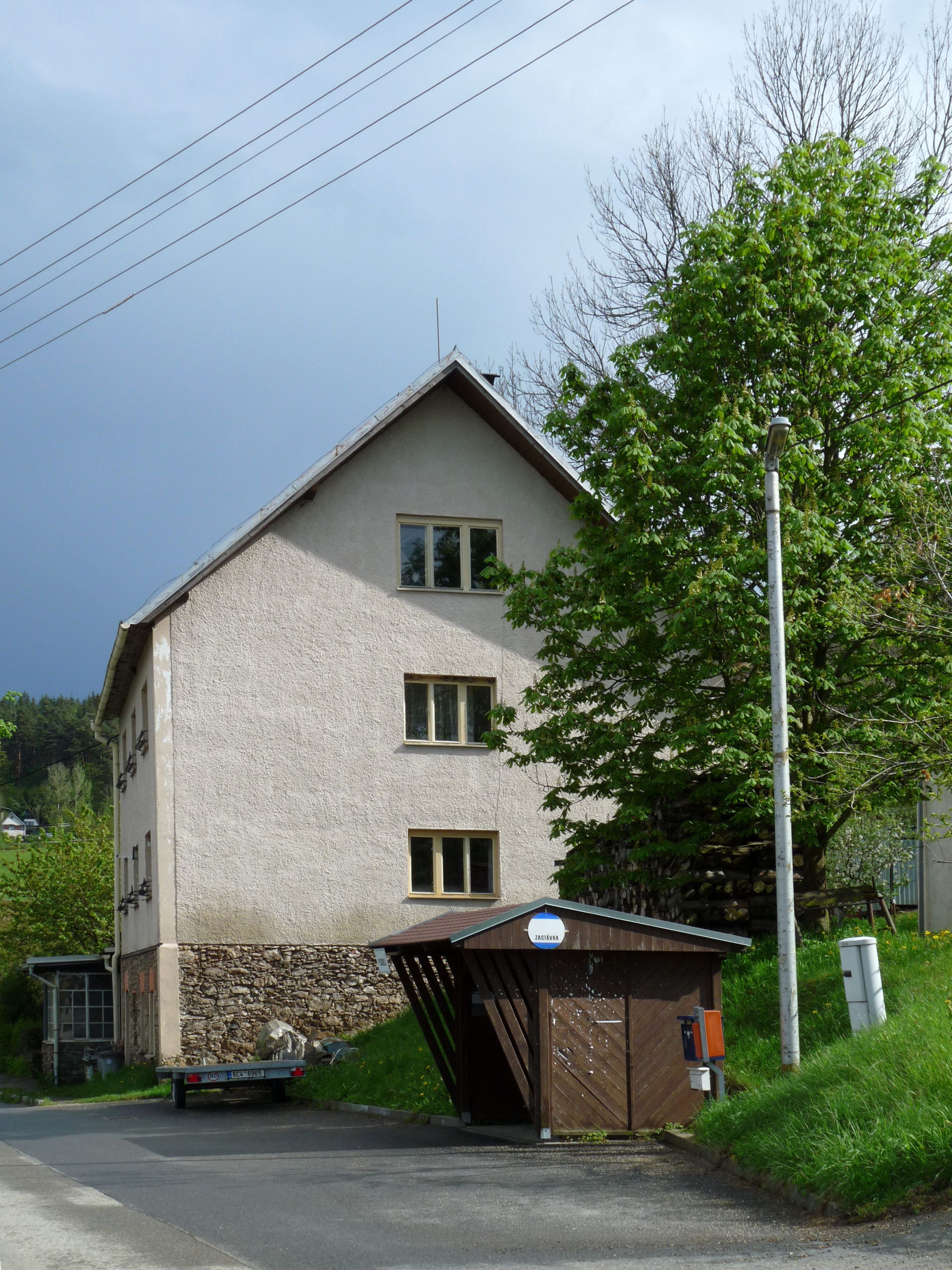
Autobusová zastávka
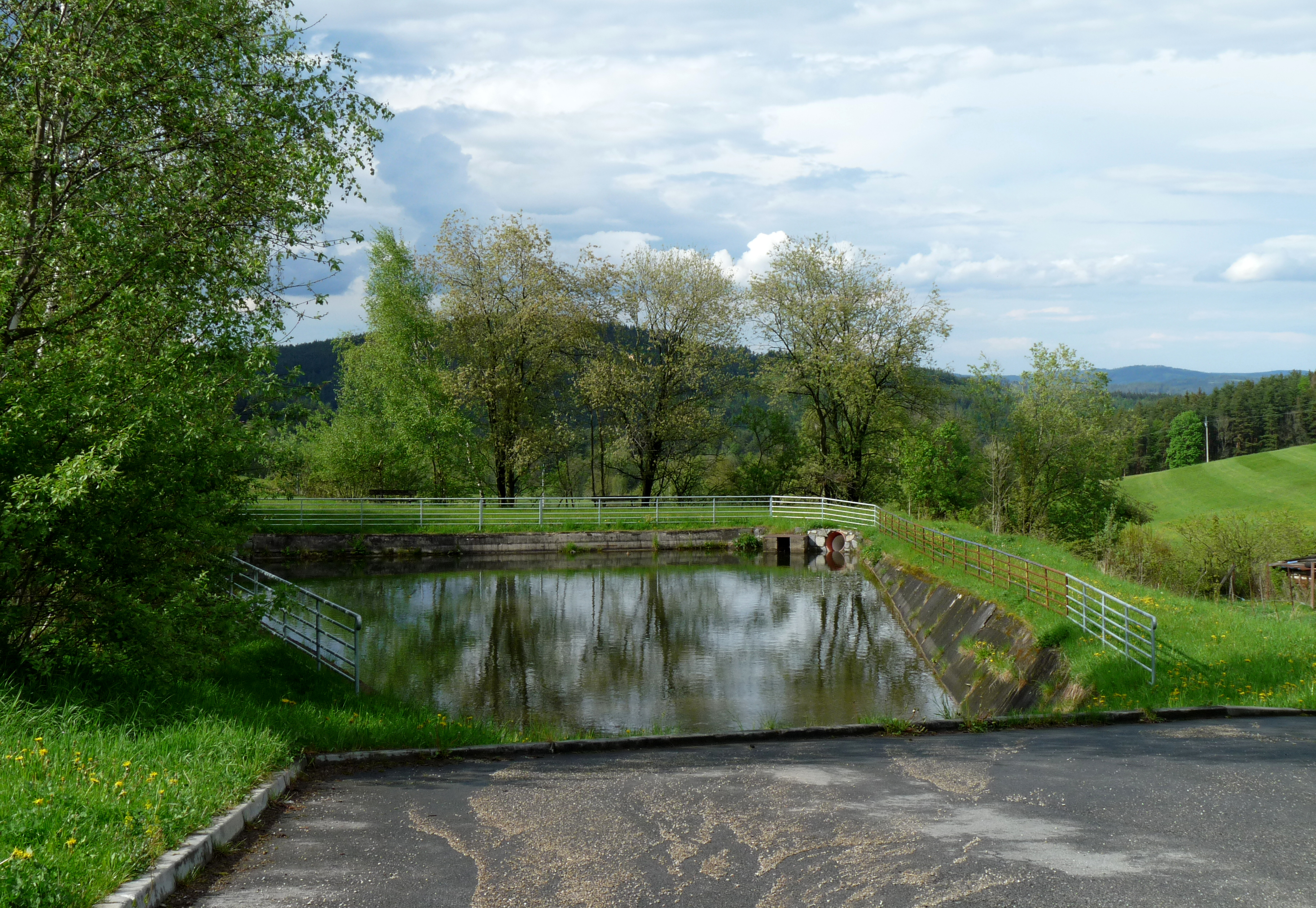
Hasičská nádrž
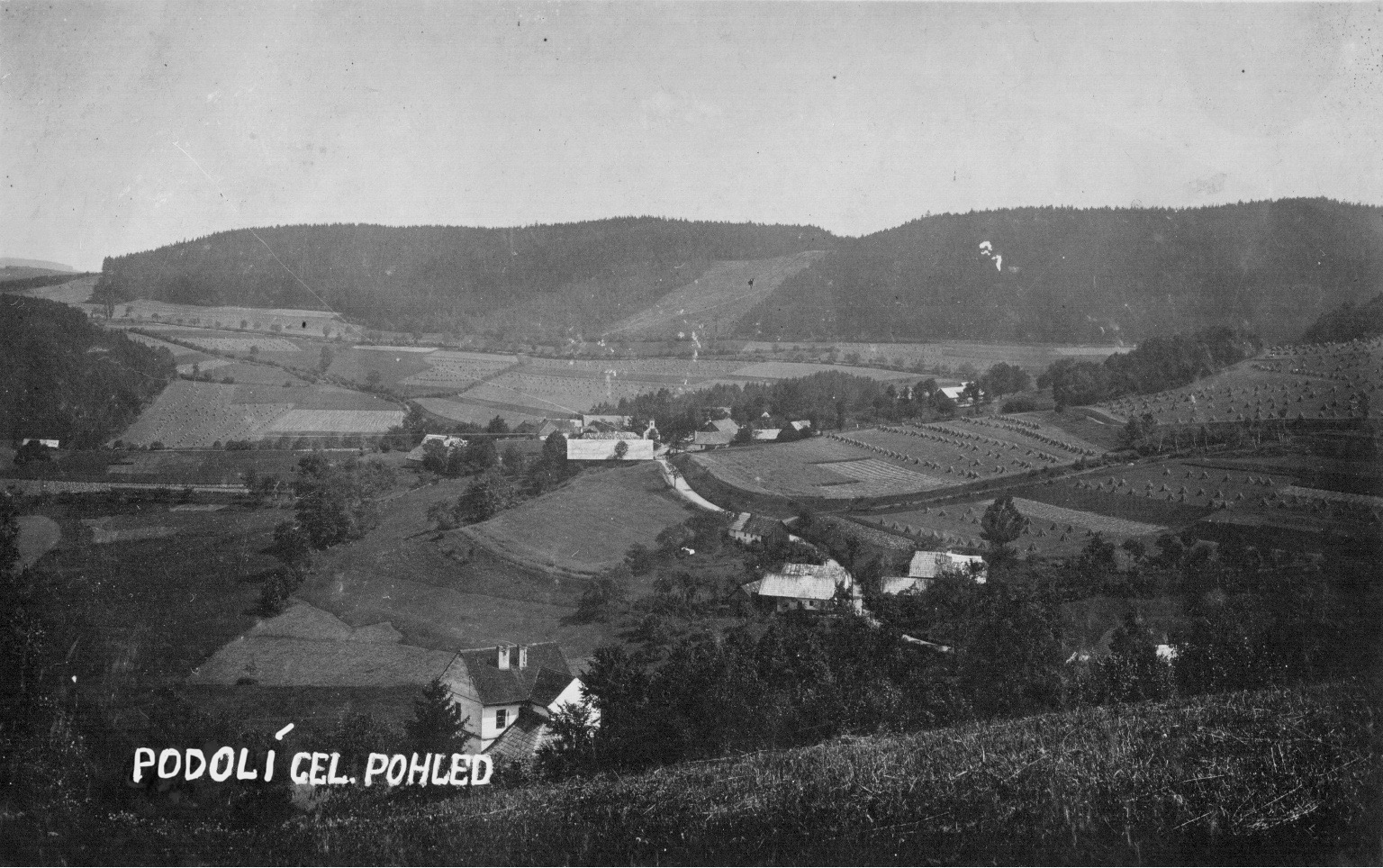
Pohled na Podolí a Kahov (1930)